# Lee Han-sup
Lee Han-sup (coreà: 이한섭)  (Busan, 30 d'abril de 1966) és un arquer sud-coreà, ja retirat, guanyador d'una medalla olímpica.
El 1988 va prendre part en els Jocs Olímpics d'Estiu de Seül, on disputà dues proves del programa de tir amb arc. En la competició per equips, junt a Chun In-Soo i Park Sung-Soo, guanyà la medalla d'or, mentre en la competició individual fou desè.